# Estêvão Rodrigues de Castro
Estêvão Rodrigues de Castro, in forma latinizzata, Stephanus Rodericus Castrensis (Lisbona, 1559 – Firenze, 1638), è stato un medico, filosofo e scienziato portoghese che visse e operò a Firenze e Pisa.

## Biografia
Estêvão Rodrigues de Castro nacque a Lisbona il 19 novembre 1559 da Francisco Rodrigues de Castro e Dona Isabel Álvares. Si formò presso il Colégio das Artes della Compagnia di Gesù di Coimbra. Studiò medicina presso l'Università della stessa città, dove fu discepolo di grandi medici del suo tempo, come Tomas Rodrigues da Veiga. La sua attività poetica è stata approfondita negli studi di Teófilo Braga sulla poesia in Portogallo, dove Castro è descritto come un rappresentante della  "scuola di Camões".
Particolare importanza riveste la sua produzione medica e filosofica. Da quando arrivò a Firenze nel 1609, si avvicinò agli intellettuali galileani, fu nominato medico privato (archiatra) dei Gran Duchi, e consigliere del Magistrato Sanitario di Firenze al momento della peste del 1630-33, nonché professore di medicina teorica presso l'Università di Pisa. Nell'opera De meteoris microcosmi (1621), e in altre opere, come quelle sulla peste utilizzate dal magistrato fiorentino al momento dell'epidemia, Castro sostiene, con una nuova formulazione teorica, che il principio materiale costitutivo delle cose (Archeus) sarebbe uno e indivisibile.
Alcuni studiosi lo ritengono l'ispiratore dell'atomismo di Galileo Galilei.

## Opere
- (PT) Estêvão Rodrigues de Castro, Obras Poéticas, Coimbra, Por Ordem da Universidade, 1967. URL consultato il 29 giugno 2019.
- (LA) Estêvão Rodrigues de Castro, Stephani Roderici Castrensis Lusitani medici ac philosophi praestantissimi ..., Florentiae, Apud Petrum Cecconcellium, 1627. URL consultato il 29 giugno 2019.
- (LA) Estêvão Rodrigues de Castro, Stephani Roderici Castrensis Lusitani ... Medicinae consultationes, Florentiae, typis Amatoris Mass[ae], & Launretij de Landis, 1644. URL consultato il 29 giugno 2019.
- (LA) Estêvão Rodrigues de Castro, Stephani Roderici Castrensis ... quae ex quibus Opusculum verè aureum, ac ..., Lugduni, apud Iaon. Caffin, 1645. URL consultato il 29 giugno 2019.
- (LA) Estêvão Rodrigues de Castro, Variae exercitationes medicae (paucae sed valde doctae) priuatae lectiones, Venetiis, apud Franciscum Brogiollum, 1656. URL consultato il 29 giugno 2019.
- (LA) Estêvão Rodrigues de Castro, D. Stephani Roderici Castrensis Lusitani ... Syntaxis praedictionum ..., Lugduni, sumpt. Phil. Borde, Laur. Arnaud, et Cl. Rigaud, 1661. URL consultato il 29 giugno 2019.
- (PT) Pedro da Costa Perestrello, Francisco Galvão, Ayres Telles de Menezes, Estêvão Rodrigues de Castro, Obras ineditas dos nossos insignes poetas ...: dadas á luz, vol. 1, Lisboa, Na Offic. de Antonio Gomes, 1791. URL consultato il 29 giugno 2019.
- (LA) Estêvão Rodrigues de Castro, De simulato rege Sebastiano poemation olim iuuenili aetate conflatum, Florentiae, typis nouis Amatoris Massae, & Soc., 1638.